# Dalbergia nitida
Dalbergia nitida är en ärtväxtart som först beskrevs av George Bentham, och fick sitt nu gällande namn av Frederico Carlos Hoehne. Dalbergia nitida ingår i släktet Dalbergia, och familjen ärtväxter. Inga underarter finns listade i Catalogue of Life.